# كول أوف ديوتي: بلاك أوبس 3
كول أوف ديوتي: بلاك أوبس 3 (بالإنجليزية: Call of Duty: Black Ops III) (بالعربية: نداء الواجب: القواة السوداء 3) هي لعبة فيديو من نوع تصويب منظور الشخص الأول تم تطويرها من من قبل ترياك ونشرها بواسطة أكتيفجن. اللعبة هي تكملة للعبة كول أوف ديوتي: بلاك أوبس 2 التي صدرت في 2012، وصدرت اللعبة على مايكروسوفت ويندوز، بلاي ستيشن 4، بلاي ستيشن 3، إكس بوكس ون، إكس بوكس 360 في 6 نوفمبر 2015، اللعبة تدعم اللغة العربية في منطقة الشرق الأوسط فقط.

## أسلوب اللّعب
لا يختلف أسلوب اللّعب كثيراً عن لعبة كول أوف ديوتي: أدفانسد وورفير، ولكن توجد ميّزاتٌ جديدةٌ مثل:
- إمكانيّة المشي على الحائط، الموجودة في كثيرٍ من الألعاب القتاليّة مثل: برنس أوف برشيا
- إمكانيّة السّباحة تحت الماء وإطلاق الرّصاص من تحت الماء إلى خارجه
- تفجير الجنود، وذلك بالإشارة عليهم
- قنبلتا الضّغط، اللتان يقفز بهما إلى مكان الجنود فيتطاير الجنود القريبون منه
- وغيرها من الميّزات الجديدة.

### الزومبي
ينقسم طور الزومبي إلى قصتين وهي قصة شادوز اوف ايفل (Shadows of Evil) وتضم القصة علي4 شخصيات جديدة منهم: نيرو الساحر، جيسيكا ذا فيم فاتالي، فينسنت ذا كوب، وكامبل ذا بوكسر كممثل رئيسي، وتجري في إطار جديد يسمى مورغ سيتي تم عقابهم بسبب اخطاء ارتكبوها في الماضي عن طريق الزومبي وعليهم الهرب من مدينة مورج (Morg) الخيالية.والقصة ثانية تتحدث عن الاربع شخصيات في الجزء السابق (الشخصيات الرئيسية لسلسلة بلاك اوبس) وهم تاكيو ماساكي وادوارد ريكتوفن وتانك دمسي ونيكولاي بلانكسي الذين يقومون برحلة لتصحيح المستقبل بعد وقوع حادثة ماب موون (تدمير الأرض بواسطة الصواريخ النووية) حيث يحاولون خلق بعد جديد بمساعدة صديق قديم ل ادوارد ريكتوفن (دكتور ماكسس)وبمساعدة عنصر جديد في المجوعة (دكتور مونتي) حيث يقوم ريتوفن في أول مهمة له في ماب (the giant) بقتل شبيهه من بعد اخر وماب العملاق (the giant)نفسه ماب دير ريس الذي صدر في call of duty worlad at war وcall of duty black ops 1 مع حزمة ماب القمر (moon) وينتقل بواسطة المفتاح لماب ديرايسندراخ لمحطة كرفن حيث يحاولون الشخصيات الاربعة قتل شبيه تانك دمسي الكبير في العمر وسحب روحه في المفتاح لكنهم يواجهون المتاعب حينما يدركون ان هنالك من يراقبهم من القمر موجها صواريخ نووية نحو المحطة لقتل الشخصيات الاربعة مما يضطر دكتور ادوارد ريكتوفن إلى استدعاء جسم شيطاني من عالم فرليا بواسطة الفرل روود ويطلب منه الدكتور احضار هرم صغير من القمر وهو هرم له القدرة على التحكم بالزومبي حيث ينقلب الشيطان ضدهم ويبقى ساكنا في الهرم مما يدفع الشخصيات الاربعة لمقاتلته في مواجه الزعيم وبعد قتل الشيطان يتمكن دكتور ركتوفن بتوجيه صواريخ نووية أخرى إلى القمر مسببا دمار القمر وقتل شبيه تانك دمسي وبعدها ينتقلون بواسطة سفينية يابانية إلى جزيرة مجهولة في اليابان في ماب زيت سبو نو شيما حيث يكتشفون انها مقر لفرقة دفشن 9 ويكتشوفن التجارب البشعة التي يجروها على الحشرات مما تحولها لوحوش وهنا يجب عليهم إعادة تركيب المصعد والنزول لا انقاد شبيه تاكيو ماساكي وقتله ويتبين ان الإمبراطور اليابان قد خان تاكيو وسجنه (كان تاكيو يكمن للإمبراطور كل الاحترام وكان بطل امة اليابان المسؤؤل عن تحرير اغلب مناطق اليابان وكان بمثابة الامل الذي يتمسك به أهل اليابان وكان تاكيو يكمن ولاء للإمبراطور وكلمته فوق كل احد) وبعدها بتجهون إلى مدينة الدم أو كرود كروفي محاولين قتل نيكولاي بلانكسي حيث يقوم شبيه نيكولاي بخداعهم لقتل تنين مقابل تسليم نفسه لكنه ينقلب عليهم مما يدفعهم لقتله وبعد تجميع الاربع ارواح يتجهون إلى مكان غير معروف في البعد الجديد ولكنهم نسوا شيئا هاما لم يدركوا ان روح الشريرة التي احتجزوها في شادو اوف ايفل انها في المقتاح فتقوم با الاستحواذ على عقل الدكتور ماكسس قاتلة اياه مما يحول المكان اشبه بالجحيم فيحاولن قتل الروح (shadow man) ظل الرجل فيجحون بقتله مما يؤدي لتحرير العالم من شره وبعد ذلك يكرمهم الدكتور مونتي ولكن يدرك انهم قد جاءوا باوعية الدم من غير عالم مما يعرض البعد الجديد للخطر فينقلهم إلى بداية تاريخ ماسكين الصولجانات القدماء (staff) ومسمين نفسهم (prims) وهذا مالانعرفه ونعرفهة في الجزء الجديد في 2018 call of duty black ops 4 .

## الأطوار

### طور القصة
تقع أحداث القصة في عام 2065، بعد 40 سنة من أحداث Black Ops II ، في عالم يواجه ثورة من حرب باردة ثالثة بين تحالفين عالميين معروفين باسم Winslow Accord و Common Defense Pact ، بالإضافة إلى تغير المناخ والتقنيات الجديدة. رداً على هجمات الطائرات بدون طيار التي تسبب فيها راؤول مينينديز في عام 2025، قامت العديد من الدول في جميع أنحاء العالم بتطوير أنظمة الدفاع الجوي المباشر الموجهة التي تجعل القوات الجوية التقليدية غير مجدية. على هذا النحو، فإن معظم الحروب بين الدول تتم من قبل عملاء سريين يقاتلون خلف خطوط العدو. تقدمت التكنولوجيا العسكرية إلى النقطة التي تلعب فيها الروبوتات دورًا رئيسيًا في القتال، وقد تم تطوير كل من الروبوتات الروبوتية بالكامل و supersoldiers من سايبورغ للقتال في ساحة المعركة. هناك تكهنات وخوف بشأن الاستيلاء الآلي في نهاية المطاف، وهي تقع في عدة مدن وعدة دول، منها إثيوبيا وسويسرا وسنغافورة ومصر. في هذا الجزء من اللعبة أُضيفت العديد من المميزات لطور القصة، مثل نظام الرانگنگ (Ranking) وإمكانية تخصيص شكل وجنس اللاعب وملابسه أو ملابسها. يمتلك طور القصة ما يُسمَّى بعملات الفتح أو Unlock Tokens، التي يحصل عليها اللاعب من خلال إتمامه للمهام والتحديَّات، والتي يُمكن من خلالها تمكين اختيار أسلحة ومهارات جديدة. كما يدعم طور القصة في بلاك أوپس 3 إمكانية تخصيص الأسلحة والمهارات المُسمَّى Create a Class. بالإضافة لذلك، أضاف طور القصة في هذا الجزء لأول مرة صعوبة جديدة تُسمَّى Realistic، في هذا المستوى يُقتل اللاعب إذا أُصيب بطلقة واحدة فقط. عند إتمام طور القصة، سيتمكن الاعب من لعب طور «الكوابيس» أو Nightmares، الذي يُستبدل به أغلب الأعداء بزومبي بحبكة جديدة.

#### المهمات
| اسم المهمة    | الموقع                          | التاريخ         | الهدف                                    |
| ------------- | ------------------------------- | --------------- | ---------------------------------------- |
| Black Ops     | جبال سمين [الإنجليزية], إثيوبيا | 27 أكتوبر 2065  | أنجد وأحضر الوزير سعيد                   |
| New World     | زيورخ، سويسرا                   | 21 نوفمبر 2045  | أوقف الهجمة الإرهابية                    |
| New World     | زيورخ، سويسرا                   | 21 نوفمبر 2045  | أمسك بخافيير هرتسل                       |
| New World     | زيورخ، سويسرا                   | 21 نوفمبر 2045  | استحوذ على البيانات                      |
| In Darkness   | سنغافورة                        | "اليوم 0", 2070 | حقق في سبب ضياع الاتصالات في منطقة الحظر |
| Provocation   | سنغافورة                        | "اليوم 1", 2070 |                                          |
| Hypocenter    | سنغافورة                        | "اليوم 2", 2070 |                                          |
| Vengeance     | سنغافورة                        | "اليوم 3", 2070 | أنجد ريچل كێن                            |
| Rise and Fall | القاهرة، مصر                    | "اليوم 4", 2070 | حقق مع الدكتور سليم وجِد الأهداف          |
| Demon Within  | مصر                             | "اليوم 5", 2070 | أمسك بسارة هال                           |
| Sand Castle   | بواتي‌، مصر                      | "اليوم 6", 2070 |                                          |
| Lotus Towers  | القاهرة، مصر                    | "اليوم 7", 2070 | جِد تێلر                                  |
| Life          | زيورخ، سويسرا                   | غير معروف       | أوقِف هندركس                              |

### طور الأونلاين

#### خرائط اللعب الجماعي
الخرائط الأصلية
| - أكواريوم (Aquarium): حوض سمك وحدائق نباتية بالقرب من منطقة حدائق ومارينا سنغافورة. - بريتش (Breach): منطقة حضارية مدمرة في وسط القاهرة. - كومبن (Combine): منطقة زراعة تقدمية ومرفق بحوث. - إيفاك (Evac): منطقة اخلاء فوق مجمع ضخم. - إكسودوس (Exodus): منطقة تفتيش وحجر الصحي بالقرب من الحي الصيني في سنغافورة. - فرينج (Fringe): بلدة مزرعة بالقرب من منشأة الإطلاق الفضائي في جنوب كاليفورنيا. | - هافوك (Havoc): قاعدة عمليات متقدمة في صحراء شمال أفريقيا المغطاة بالثلوج. - هانتد (Hunted): منطقة في جبال إثيوبيا الخصبة. - إنفيكشن (Infection): قرية فرنسية. - ميترو (Metro): محطة نقل جماعي سريع قلب زيوريخ. - ريدوود (Redwood): منطقة ساحلية بتحصينات دفاعية في شمال كاليفورنيا. - سترونغولد (Stronghold): منطقة مجمدة في جبال الألب. - نيوك تاون (NUK3TOWN): ماب نيوك تاون الشهير من لعبتي كول أوف ديوتي: بلاك أوبس وكول أوف ديوتي: بلاك أوبس 2. |

| DLC1 - Awakening - رايز (Rise). - سپلاش (Splash). - سكايجاكد (Skyjacked). - گونتليت (Gauntlet). DLC2 - Eclipse - ناكآوت (Knockout) - رِفت (Rift) - سپاير (Spire) - ڤرج (Verge) | DLC3 - Descent - برزرك (Berserk) - كرايوجن (Cryogen) - أمپاير (Empire) - رمبل (Rumble) DLC4 - Salvation - ستادل (Citadel) - مايكرو (Micro) - آوتلا (Outlaw) - رپچر (Rupture) |

### طور الزومبي
في طور الزومبي، هدف اللاعب الأساسي هو النجاة قدر ما يُمكنه من حشود الزومبي غير المتناهية. في هذا الجزء، تمت إضافة بعض المميزات الجديدة لهذا الطور، منها علكة GobbleGum التي تمنح اللاعب قدرة مفيدة مؤقتًا، كما تمت إضافة نظام الپرستيج والرانگنگ للطور.

#### الشخصيات
| الشخصية          | الخرائط                                                                                             | ملاحظات                                                           |
| ---------------- | --------------------------------------------------------------------------------------------------- | ----------------------------------------------------------------- |
| Edward Richtofen | The Ginant Der Eisendrache Zetusubou No Shima Gorod Krovi Revelations جميع خرائط Zombies Chronicles | يظهر كذلك مؤقتًّا في خريطة Shadows of Evil كشخصية لا يُمكن اللعب بها |
| Nikolai Belinski | The Ginant Der Eisendrache Zetusubou No Shima Gorod Krovi Revelations جميع خرائط Zombies Chronicles |                                                                   |
| Takeo Masaki     | The Ginant Der Eisendrache Zetusubou No Shima Gorod Krovi Revelations جميع خرائط Zombies Chronicles |                                                                   |
| "Tank" Dempsey   | The Ginant Der Eisendrache Zetusubou No Shima Gorod Krovi Revelations جميع خرائط Zombies Chronicles |                                                                   |
| Jessica Rose     | Shadows of Evil                                                                                     |                                                                   |
| Jack Vincent     | Shadows of Evil                                                                                     |                                                                   |
| Floyd Campbell   | Shadows of Evil                                                                                     |                                                                   |
| Nero Blackstone  | Shadows of Evil                                                                                     |                                                                   |

##### شخصيات لا يمكن اللعب بها
- رجل الظل: يظهر في شادوز أڤ إيڤل ورڤلێشنز.
- لودڤيگ ماكسس:، لا يظهر سوا في ريڤليشن ويتحدث اليه ريكتوفن في قورود كروڤي
- سمانثا «سام» ماكسس: تظهر في ريفليشن واورجينس ومون ويظهر صوتها في ذا جاينت.

#### الخرائط

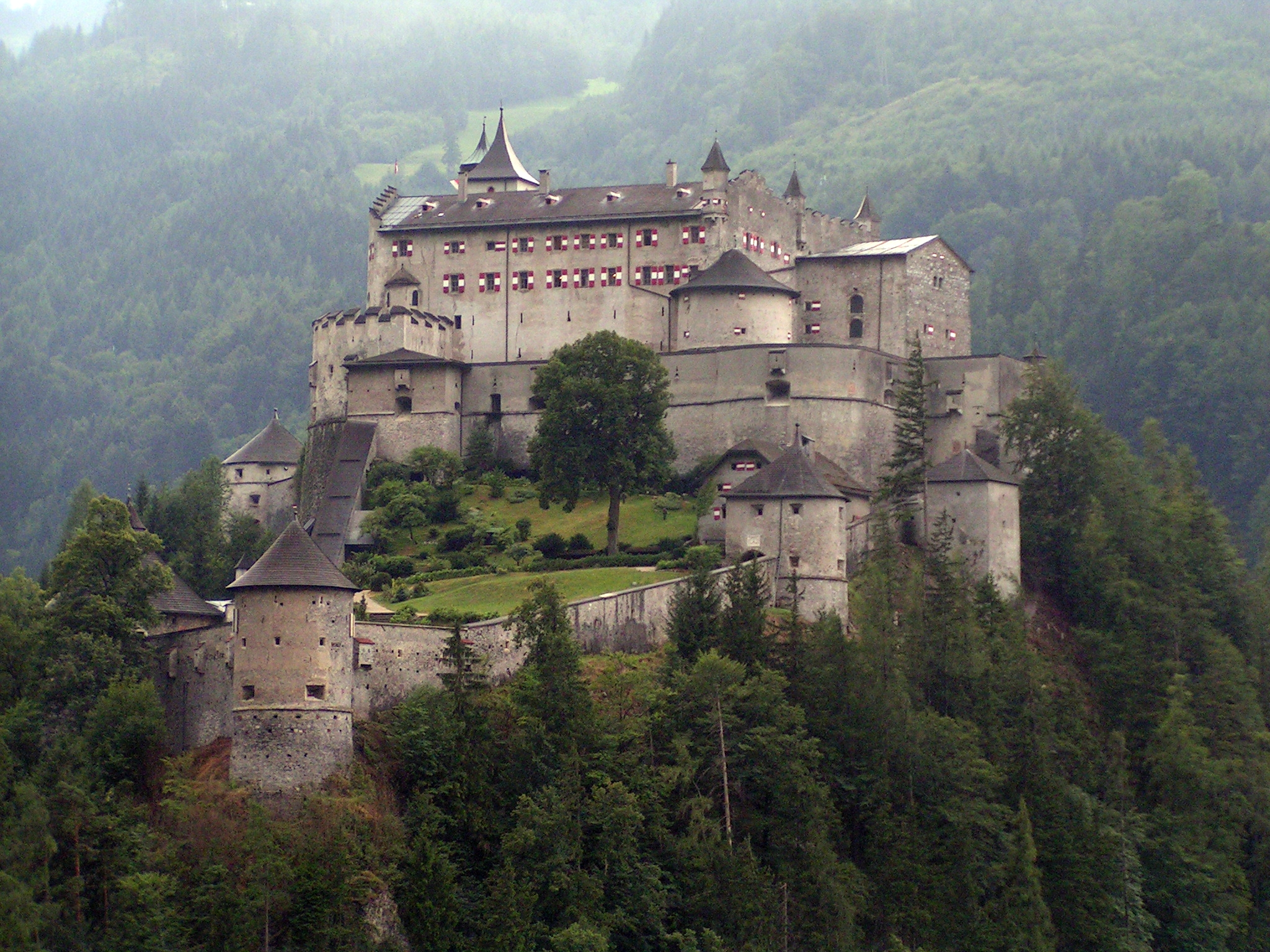
قلعة هوهن ويرفن، حيث تقع خريطة دير ايزندراخ

- شادوز اوف ايفل (Shadows of Evil - «ظلال الشر»): تدور أحداث الخريطة في عام 1940 في مدينة مورگ ستي الخيالية في الولايات المتحدة، وتضم أربع شخصيات، حيث سيجتمع الأبطال الأربعة لصد هجوم الزومبي والنجاة واتباع عدة خطوات للتخلص منهم بمساعدة رجل الظل (Shadow Man).[11]
- ذَ جايَنْت (The Giant - «العملاق»): تدور أحداثها في عام 1945 في بريسلاو‌، ألمانيا، وهي رماستر لخريطة Der Riese من لعبة كول أوف ديوتي: ورلد أت وور. تقع أحداث هذه الخريطة في معمل أبحاث يخص Group 935.
- دير دير ايزندراخ (Der Eisendrache - «التنين الحديدي»): هي الخريطة المرفقة مع الدي أل سي الأول المسمَّى Awakening، تقع أحداثها في زالتسبورگ‌، ألمانيا أثناء احتلالها من النمسا عام 1945. تقع احداث الخريطة في قلعة عش الصقر أو قلعة گربفون، أحد معاقل Group 935.
- زيتسوبو نو شيما (Zetsubou No Shima/絶望の島 - «جزيرة اليأس»): الخريطة المرفقة مع الدي أل سي الثاني Eclipse، تقع أحداثها في إحدى الجزر في الخليج الهادي عام 1945 حيث تقع منشأة القسم التاسع (Division 9).
- گورد كروڤي (Gorod Krovi/Город Крови - «مدينة الدم»): الخريطة المرفقة مع الدي أل سي الثالث Descent، تقع أحداثها في ستالينگراد، روسيا عام 1945.
- رڤليشنز (Revelations - «وُحيّ»[ا]): الخريطة المرفقة مع الدي أل سي الرابع Salvation، تقع أحداثها في عالم يُدمِّره رجل الظل (Shadow Man).

##### سجلات الزومبي

غلاف إضافة سجلات الزومبي

سجلات الزومبي (Zombies Chronicles) هي إضافة خاصة تم إصدارها بتاريخ على جهاز البليستيشن 4 في 16 مايو 2017 وبكلفة 30 دولارًا أمريكيًّا، تحتوي على رماستر لثمانية خرائط من ألعاب كول أوف ديوتي: ورلد أت وور وكول أوف ديوتي: بلاك أوبس وكول أوف ديوتي: بلاك أوبس 2. هذه الخرائط هي:
- ناخت دير أونتوتن (Nacht Der Untoten - «نداء الميت الحي») من لعبة Call of Duty: World at War.
- فيروكت (Verrückt - «مجنون») من لعبة Call of Duty: World at War.
- شي نو نوما (Shi No Numa/死の沼 - «مستنقع الموت») من لعبة Call of Duty: World at War.
- كينو دير توتن (Kino Der Toten - «مسرح الميت») من لعبة Call of Duty: Black Ops.
- أسنشن (Ascension - «اعتلاء») من لعبة Call of Duty: Black Ops.
- شانقري-لا (Shangri-La) من لعبة Call of Duty: Black Ops.
- مون (Moon - «القمر») من لعبة Call of Duty: Black Ops.
- أورجنز (Origins - «أُصول») من لعبة Call of Duty: Black Ops II.

## الاستقبال
| استقبال |                                                                              |
| --- | ---------------------------------------------------------------------------- |
| الدرجات الإجمالية المجموع نقاط غيم رانكينغز (PS4) 84.53% (45 reviews) [ 13 ] (XONE) 76.25% (4 reviews) [ 14 ] (PC) 73.12% (4 reviews) [ 15 ] ميتاكريتيك (XONE) 83/100 (10 reviews) [ 16 ] (PS4) 81/100 (66 reviews) [ 17 ] (PC) 78/100 (8 reviews) [ 18 ] نتائج المراجعة نشرة نقاط دستركتويد 8.5/10 [ 19 ] إلكترونك غيمينغ مونثلي 9.5/10 [ 20 ] غيم سبوت 7/10 [ 21 ] غيمز رادار 9/10 [ 22 ] جاينت بومب [ 23 ] آي جي إن 9.2/10 [ 24 ] بوليغون 7/10 [ 25 ] |                                                                              |
| الدرجات الإجمالية |                                                                              |
| المجموع | نقاط                                                                         |
| غيم رانكينغز | (PS4) 84.53% (45 reviews) (XONE) 76.25% (4 reviews) (PC) 73.12% (4 reviews)  |
| ميتاكريتيك | (XONE) 83/100 (10 reviews) (PS4) 81/100 (66 reviews) (PC) 78/100 (8 reviews) |
| نتائج المراجعة |                                                                              |
| نشرة | نقاط                                                                         |
| دستركتويد | 8.5/10                                                                       |
| إلكترونك غيمينغ مونثلي | 9.5/10                                                                       |
| غيم سبوت | 7/10                                                                         |
| غيمز رادار | 9/10                                                                         |
| جاينت بومب | [ 23 ]                                                                       |
| آي جي إن | 9.2/10                                                                       |
| بوليغون | 7/10                                                                         |

تلقت كول أوف ديوتي: بلاك أوبس 3 مراجعات إيجابية بشكل عام حيث حصلت اللعبة على تقيم 7 نقاط من أصل 10من موقع جيم سبوت، وحصلت من موقع الألعاب الشهر آي جي إن 9.2 درجات من أصل 10، وحصل طور الزومبي على اشادة اغلب مواقع تقيم الألعاب الفيديو.